# Милутин Бата Николић
Милутин Бата Николић (Београд, 17. март 1885 — Београд, 15. јул 1958) био је српски глумац и редитељ.

## Каријера
Након што је завршио средњу школу постао је путујући глумац у више познатих позоришних трупа. Кратко време Николић је био чан Народног позоришта у Београду.
Био је један од иницијатора стварања Радионице за израду филмова при Министарству народног здравља након завршетка Првог светског рата. Помогао је Пери Добриновићу у реализацији филма Трагедија наше деце. Када је почетком 1925. године укинута Радионица за израду филмова наставио је да се бави глумом.
Николић је режирао краткометражне филмове За кору хлеба, Грех алкохола и Доктор Токерама, у њима је и глумио, а сви они објављени су 1923. године
Епизодну улогу имао је у филму Живот и дела бесмртног вожда Карађорђа (1911), након чега је почео да се више интересује за филм. Улоге је остварио и у филмовима Трагедија наше деце (1922) и Рударева срећа (1929).
Пописана је једна његова улога у позоришној представи где је у комаду Јелисавета књегиња црногорска имао улогу другог Црногорца. Представа је изведена под окриљем Народног позоришта у Београду, премијерно 21. априла 1912. године.